# Spoorlijn Vienenburg - Grauhof
De spoorlijn Vienenburg - Grauhof was een Duitse spoorlijn in Nedersaksen en was als spoorlijn 1934 onder beheer van DB Netze.

## Geschiedenis
Het traject werd door de Magdeburg-Halberstädter Eisenbahngesellschaft geopend op 19 mei 1875.  

## Aansluitingen
In de volgende plaatsen is of was er een aansluiting op de volgende spoorlijnen:
Vienenburg
DB 1901, spoorlijn tussen Braunschweig en Bad Harzburg
DB 6344, spoorlijn tussen Halle en Vienenburg
Grauhof
DB 1773, spoorlijn tussen Hildesheim en Goslar
DB 1935, spoorlijn tussen Grauhof en Langelsheim